# Vargem (São Paulo)
Vargem est une municipalité brésilienne de l'État de São Paulo et la Microrégion de Bragança Paulista. Elle se situe à une altitude de 22°53’20’’ sud et à une longitude de 46°24’49’’ ouest. Son altitude est de 845 mètres. Sa population, estimée en 2015, était de 9.854 habitants. C’est la dernière municipalité de São Paulo avant d’entrer au Minas Gerais sur l’autoroute Fernão Dias (BR-381).

## Géographie
La commune couvre 142,46 km².

## Histoire
La région fut colonisée par des bandeirantes à la recherche d’or, de pierres précieuses et d’indiens pour les réduire en esclavage. Des cultivateurs ont aussi été attirés par la terre fertile.
Citons les principales dates de l’histoire de cette cité. Cette histoire est étroitement liée à celle de Bragança Paulista .
- 1720 : Début  du peuplement
- 1778 : cession de terres à João Rodrigues Antunes
- 1789 : cession de terres à João Francisco de Oliveira
- 1884 : installation de la Compagnie de Chemin de Fer São Paulo Railway avec Vargem comme dernière gare du système. Ce chemin de fer fut un grand facteur d’intégration et provoqua le développement de l’élevage sur son axe.
- 1929 : Vargem est créé district de Bragança Paulista  alors appelé Bragança tout court.
- 1959 : inauguration de l’autoroute  Fernão Dias et subséquente désactivation du chemin de fer. Ce fait, allié à la baisse de la production du café  provoque une diminution de l’activité économique.
- 1964 première transformation du district en municipalité
- 1970 Vargem redevient district annexé à la  municipalité de Bragança Paulista
- 1991 Vargem redevient municipalité

## Hydrographie
Le Rio Jaguari est un des affluents du système de Cantareira qui fournit l’eau potable à la ville de São Paulo.

## Routes
Autoroute Fernand Dias BR-381

## Transport
Voici les sociétés de transport et leurs  destinations:
- Nossa Senhora de Fátima Auto Ônibus : Bragança Paulista.
- Auto Viação Cambuí -  Bragança Paulista, Extrema, Itapeva, Camanducaia, Cambuí, Estiva, Pouso Alegre,Atibaia, Mairiporã et São Paulo.
- Viação Atibaia : São Paulo et Joanópolis
- Auto Viação Bragança: Varginha, São Gonçalo do Sapucaí, Careaçu, Pouso Alegre, Cambuí et São Paulo.
- Viação Santa Cruz : Santos, Pouso Alegre, Itajuba, Três Corações et Ouro Fino.

## Politique et administration
- Maire : Pedro Silva PSDB (élu le 2 octobre 2016 résultat sujet à validation) [2]
- Budget annuel :R$ 20 000 000,00  soit environ £ 5,5 millions (cours  du change d’octobre 2016)[3].